# Campeonato Mundial de Natação em Piscina Curta de 2016 - 100 m borboleta feminino
A prova dos 100 metros nado borboleta feminino do Campeonato Mundial de Natação em Piscina Curta de 2016 foi disputado entre 10 e 11 de dezembro no Centro WFCU em Windsor, Canadá.

## Recordes
Antes desta competição, os recordes mundiais e do campeonato nesta prova eram os seguintes:
|                       | Nome           | Nacionalidade | Tempo | Local | Data                  |
| --------------------- | -------------- | ------------- | ----- | ----- | --------------------- |
| Recorde mundial       | Sarah Sjöström | Suécia        | 54.61 | Doha  | 7 de dezembro de 2014 |
| Recorde do campeonato | Sarah Sjöström | Suécia        | 54.61 | Doha  | 7 de dezembro de 2014 |

## Medalhistas
| Ouro                 | Prata               | Bronze            |
| Katinka Hosszú (HUN) | Kelsi Worrell (USA) | Rikako Ikee (JPN) |

## Resultados

### Eliminatórias
As eliminatórias ocorreram dia 10 de dezembro com um total de 63 nadadoras.  
| Colocação | Bateria | Raia | Nome                    | Nacionalidade        | Tempo     | Notas |
| --------- | ------- | ---- | ----------------------- | -------------------- | --------- | ----- |
| 1.        | 7       | 4    | Kelsi Worrell           | Estados Unidos       | 56,11     | Q     |
| 2.        | 5       | 5    | Katerine Savard         | Canadá               | 56,75     | Q     |
| 3.        | 5       | 4    | Rikako Ikee             | Japão                | 56,83     | Q     |
| 4.        | 6       | 4    | Katinka Hosszú          | Hungria              | 56,99     | Q     |
| 5.        | 7       | 3    | Daiene Dias             | Brasil               | 57,17     | Q     |
| 6.        | 6       | 5    | Sarah Gibson            | Estados Unidos       | 57,20     | Q     |
| 7.        | 6       | 3    | Swietłana Czimrowa      | Rússia               | 57,56     | Q     |
| 8.        | 7       | 6    | Emily Washer            | Austrália            | 57,62     | Q     |
| 9.        | 6       | 6    | Emilie Beckmann         | Dinamarca            | 57,66     | Q     |
| 10.       | 6       | 2    | Kim Busch               | Países Baixos        | 57,79     | Q     |
| 11.       | 7       | 2    | Lucie Svěcená           | Chéquia              | 57,91     | Q     |
| 12.       | 6       | 7    | Asuka Kobayashi         | Japão                | 57,96     | Q     |
| 13.       | 7       | 7    | Sze Hang Yu             | Hong Kong            | 58,02     | Q     |
| 14.       | 5       | 2    | Marie Wattel            | França               | 58,06     | Q     |
| 15.       | 7       | 1    | Chan Kin Lok            | Hong Kong            | 58,16     | Q     |
| 16.       | 7       | 8    | Maria Ugolkova          | Suíça                | 58,20     | Q     |
| 17.       | 5       | 3    | Kimberly Buys           | Bélgica              | 58,26     |       |
| 18.       | 6       | 1    | Laura Stephens          | Reino Unido          | 59,19     |       |
| 19.       | 5       | 7    | Sara Junevik            | Suécia               | 59,29     |       |
| 20.       | 5       | 6    | Nastja Govejšek         | Eslovênia            | 59,35     |       |
| 21.       | 7       | 0    | Audrey Lacroix          | Canadá               | 59,44     |       |
| 22.       | 4       | 3    | Tayla Lovemore          | África do Sul        | 59,47     |       |
| 23.       | 6       | 0    | Hanna Rosvall           | Suécia               | 59,78     |       |
| 24.       | 5       | 8    | Barbora Mišendová       | Eslováquia           | 59,81     |       |
| 25.       | 6       | 8    | Emilia Bottas           | Finlândia            | 59,84     |       |
| 26.       | 5       | 1    | Lisa Hopink             | Alemanha             | 59,92     |       |
| 27.       | 4       | 5    | Bryndis Hansen          | Islândia             | 59,95     |       |
| 28.       | 4       | 6    | Felicity Passon         | Seicheles            | 59,99     |       |
| 29.       | 4       | 2    | Martina van Berkel      | Suíça                | 1:00,10   |       |
| 30.       | 7       | 9    | Wang Siqi               | China                | 1:00,31   |       |
| 31.       | 6       | 9    | Amina Kajtaz            | Bósnia e Herzegovina | 1:00,36   |       |
| 32.       | 4       | 4    | Nida Eliz Üstündağ      | Turquia              | 1:00,45   |       |
| 33.       | 5       | 9    | Patarawadee Kittiya     | Tailândia            | 1:00,59   |       |
| 34.       | 5       | 0    | Fanny Teijonsalo        | Finlândia            | 1:00,88   |       |
| 35.       | 4       | 7    | Beatričė Kanapienytė    | Lituânia             | 1:01,41   |       |
| 36.       | 4       | 1    | Marina Chan             | Singapura            | 1:02,00   |       |
| 37.       | 3       | 5    | Emily Muteti            | Quênia               | 1:02,31   |       |
| 38.       | 3       | 0    | Hoong En Qi             | Singapura            | 1:02,88   |       |
| 39.       | 3       | 4    | Kelsie Campbell         | Jamaica              | 1:02,90   |       |
| 40.       | 3       | 3    | Celina Marquez          | El Salvador          | 1:03,15   |       |
| 41.       | 3       | 7    | Sara Pastrana           | Honduras             | 1:03,62   |       |
| 42.       | 3       | 6    | María José Ribera       | Bolívia              | 1:04,10   |       |
| 43.       | 4       | 8    | Sarah Hadj-Abderrahmane | Argélia              | 1:04,41   |       |
| 44.       | 3       | 2    | Ireyra Tamayo Periñan   | Panamá               | 1:04,65   |       |
| 45.       | 4       | 9    | Ana Nóbrega             | Angola               | 1:04,66   |       |
| 46.       | 4       | 0    | Inés Marín              | Chile                | 1:04,99   |       |
| 47.       | 2       | 4    | Tieri Erasito           | Fiji                 | 1:05,42   |       |
| 48.       | 2       | 2    | Kim Sol-song            | Coreia do Norte      | 1:05,64   |       |
| 49.       | 1       | 5    | Rosalee Mira Santa Ana  | Filipinas            | 1:05,66   |       |
| 50.       | 3       | 8    | Kuan I Cheng            | Macau                | 1:06,09   |       |
| 51.       | 3       | 1    | Katie Kyle              | Santa Lúcia          | 1:06,23   |       |
| 52.       | 3       | 9    | Alania Suttie           | Samoa                | 1:06,66   |       |
| 53.       | 2       | 5    | Estellah Fils Rabetsara | Madagáscar           | 1:06,72   |       |
| 54.       | 2       | 1    | Stefania Piccardo       | Paraguai             | 1:06,86   |       |
| 55.       | 2       | 6    | Annah Auckburaullee     | Ilhas Maurícias      | 1:07,57   |       |
| 56.       | 2       | 8    | Gabriela Hernandez      | Nicarágua            | 1:07,73   |       |
| 57.       | 2       | 7    | Mariel Mencia           | República Dominicana | 1:09,24   |       |
| 58.       | 2       | 0    | Annie Hepler            | Ilhas Marshall       | 1:11,18   |       |
| 59.       | 2       | 9    | Charissa Panuve         | Tonga                | 1:14,62   |       |
| 60.       | 1       | 4    | Anthea Mudanye          | Uganda               | 1:20,65   |       |
| 61. !     | 2       | 3    | Samantha Roberts        | Antígua e Barbuda    | 9:99,99 ! | DNS   |
| 61. !     | 7       | 5    | Lu Ying                 | China                | 9:99,99 ! | DNS   |
| 61. !     | 1       | 3    | Laraiba Seibou          | Benim                | 9:99,99 ! | DSQ   |

### Semifinal
A semifinal  ocorreu dia 10 de dezembro. 

#### Semifinal 1
| Colocação | Raia | Nome            | Nacionalidade  | Tempo | Notas |
| --------- | ---- | --------------- | -------------- | ----- | ----- |
| 1.        | 5    | Katinka Hosszú  | Hungria        | 55,82 | Q     |
| 2.        | 3    | Sarah Gibson    | Estados Unidos | 56,88 | Q     |
| 3.        | 4    | Katerine Savard | Canadá         | 56,93 | Q     |
| 4.        | 6    | Emily Washer    | Austrália      | 57,44 | Q     |
| 5.        | 1    | Marie Wattel    | França         | 57,45 |       |
| 6.        | 8    | Maria Ugolkova  | Suíça          | 57,66 |       |
| 7.        | 2    | Kim Busch       | Países Baixos  | 57,91 |       |
| 8.        | 7    | Asuka Kobayashi | Japão          | 58,28 |       |

#### Semifinal 2
| Colocação | Raia | Nome               | Nacionalidade  | Tempo | Notas |
| --------- | ---- | ------------------ | -------------- | ----- | ----- |
| 1.        | 4    | Kelsi Worrell      | Estados Unidos | 55,80 | Q     |
| 2.        | 5    | Rikako Ikee        | Japão          | 56,68 | Q     |
| 3.        | 3    | Daiene Dias        | Brasil         | 57,10 | Q     |
| 4.        | 6    | Swietłana Czimrowa | Rússia         | 57,16 | Q     |
| 5.        | 2    | Emilie Beckmann    | Dinamarca      | 57,54 |       |
| 6.        | 7    | Lucie Svěcená      | Chéquia        | 57,76 |       |
| 7.        | 1    | Sze Hang Yu        | Hong Kong      | 58,17 |       |
| 8.        | 8    | Chan Kin Lok       | Hong Kong      | 58,27 |       |

### Final
A final teve sua disputa realizada em 11 de dezembro. 
| Colocação         | Raia | Nome               | Nacionalidade  | Tempo | Notas              |
| ----------------- | ---- | ------------------ | -------------- | ----- | ------------------ |
| Medalha de ouro   | 5    | Katinka Hosszú     | Hungria        | 55,12 | Recorde nacional   |
| Medalha de prata  | 4    | Kelsi Worrell      | Estados Unidos | 55,22 | Recorde da América |
| Medalha de bronze | 3    | Rikako Ikee        | Japão          | 55,64 | WJR,               |
| 4.                | 2    | Katerine Savard    | Canadá         | 56,15 |                    |
| 5.                | 1    | Swietłana Czimrowa | Rússia         | 57,12 |                    |
| 6.                | 6    | Sarah Gibson       | Estados Unidos | 57,22 |                    |
| 7.                | 8    | Emily Washer       | Austrália      | 57,35 |                    |
| 8.                | 7    | Daiene Dias        | Brasil         | 57,56 |                    |

Legenda
| Recorde mundial       | Recorde mundial (World record)               |                       | Recorde africano                      | Recorde africano (African) |                                           | Q | Classificado por posição (Qualified) |
| Recorde do campeonato | Recorde do campeonato (Championship record)  | Recorde da América    | Recorde da América (Americas)         | q                          | Classificado por melhor tempo (Qualified) |   |                                      |
| Melhor marca do ano   | Melhor marca do ano (World leading)          | Recorde asiático      | Recorde asiático (Asian)              | DNS                        | Não largou (Did not start)                |   |                                      |
| Recorde nacional      | Recorde nacional (National record)           | Recorde europeu       | Recorde europeu (European)            | DNF                        | Não terminou (Did not finish)             |   |                                      |
| Recorde pessoal       | Recorde pessoal do atleta (Personal best)    | Recorde da Oceania    | Recorde da Oceania (Oceania)          | DSQ / DQ                   | Desclassificado (Disqualified)            |   |                                      |
| Recorde da temporada  | Recorde da temporada do atleta (Season best) | Recorde sul-americano | Recorde sul-americano (South America) | NM                         | Sem marca (No mark)                       |   |                                      |